# Carolina (2003)
Carolina is een Amerikaans-Duitse romantische komedie uit 2003. De film werd geregisseerd door de Nederlandse Marleen Gorris. De hoofdrol wordt gespeeld door Julia Stiles. Er werd geen distributeur gevonden en in 2005 werd de film meteen op video uitgebracht.

## Verhaal
Carolina en haar jongere zus Georgia groeien op bij hun losbandige grootmoeder. Op een dag dropt hun vader plots een baby bij hen die hun zusje Maine wordt.
Later woont Carolina alleen in Los Angeles en werkt voor een datingprogramma op televisie. Haar buurman en schrijver Albert is haar beste vriend.
Via haar werk ontmoet Carolina Heath, een rijke maar nogal stijve Engelsman die aan het programma deelneemt. Nadat ze na het maken van een fout werd ontslagen worden de twee een koppel.
Carolina nodigt hem uit op haar kerstfeestje. Nadat Heath Carolina's hectische familie heeft ontmoet laat hij haar vallen. Intussen beseft Albert dat hij verliefd is op Carolina en vertelt haar dat. Carolina is in de war en wijst hem af.
Op een dag komt Carolina's grootmoeder om in een auto-ongeval. Een paar maanden hierna beginnen zij een Albert alsnog een relatie.

## Rolbezetting
| Acteur            | Personage          | Opmerkingen                    |
| ----------------- | ------------------ | ------------------------------ |
| Julia Stiles      | Carolina Mirabeau  | jongedame                      |
| Ambyr Childers    | Carolina Mirabeau  | kind                           |
| Shirley MacLaine  | Millicent Mirabeau | grootmoeder Carolina           |
| Alessandro Nivola | Albert Morris      | buurman en vriend van Carolina |
| Randy Quaid       | Theodore Mirabeau  | vader van Carolina             |
| Edward Atterton   | Heath Pierson      | vriendje van Carolina          |
| Azura Skye        | Georgia Mirabeau   | zwangere zus van Carolina      |
| Daveigh Chase     | Georgia Mirabeau   | zus van Carolina als kind      |
| Mika Boorem       | Maine Mirebeau     | jongste zus van Carolina       |
| Jennifer Coolidge | Marilyn            | tante van Carolina             |
| John Capodice     | Ernie              | vriend van grootmoeder         |
| Lisa Sheridan     | Debbie             |                                |
| Lauri Johnson     | Susan              |                                |
| Michael Panes     | John               |                                |
| Dwight Armstrong  | Snake              |                                |
| Laura Ford        | Kate               |                                |
| Audrey Wasilewski | Tara               |                                |